# Rosa Borosini
Rosa Borosini nata d'Ambreville (Modena, 1693 – dopo 1740) è stata un soprano italiano, moglie del tenore Francesco Borosini (sposato nel 1722)..
Nel 1716 creò il ruolo di Getilde nella prima mondiale de La costanza trionfante degl'amori e degl'odii di Antonio Vivaldi .

## Biografia
Il padre di Rosa era il secondo maestro di cappella alla corte di Francesco II d'Este, duca di Modena, e sua sorella era la contralto Anna Ambreville che era sposata con il violoncellista e compositore Giovanni Perroni. Iniziò la sua carriera al Teatro Ducale di Modena, dove fu impegnata nel 1713-1714, 1717 e 1720. Si esibì anche in teatri d' opera a Venezia (1715-17), Mantova (1718) e Torino (1719), prima di essere scritturata da Carlo VI per il suo teatro di corte con uno stipendio di 1800 fiorini il 1º marzo 1721. Vi rimase fino all'abbandono delle scene nel 1740. Nel 1723 si esibì nella prima della Costanza e Fortezza di Vinzenz Fux a Praga, e in diversi oratori di Antonio Caldara.